# Dulichia rhabdoplastis
Dulichia rhabdoplastis är en kräftdjursart som beskrevs av McLoskey 1970. Dulichia rhabdoplastis ingår i släktet Dulichia och familjen Podoceridae. Inga underarter finns listade i Catalogue of Life.